# Quê nội
Quê nội là một truyện dài của nhà văn Võ Quảng, được xuất bản năm 1974 (có nguồn cho rằng 1973).

## Nội dung
Bối cảnh của tác phẩm ở quê hương của tác giả, làng Hòa Phước, tỉnh Quảng Nam, vào thời điểm sau Cách mạng tháng Tám. Hai nhân vật chính của tác phẩm là Cục, một cậu bé ở Hòa Phước, đứng nhân vật "tôi" trong truyện và Cù Lao, một cậu bé trạc tuổi Cục, ở xa mới theo cha trở lại làng.
Chú Hai Quân, cha của Cù Lao, vốn ở làng. Vì bị cường hào ức hiếp nên Hai Quân bỏ làng, bỏ vợ con ra đi. Sau mấy năm, biết được tin vợ ở quê đã mất, trong một lần ra cù lao Chàm bán thuốc, Hai Quân được giới thiệu cho một cô gái. Chú lấy vợ mới và ở lại quê vợ. Khi Cù Lao lên ba tuổi thì mẹ mất. Khi cậu bé mười hai tuổi thì Tổng khởi nghĩa xảy ra. Chú Hai Quân đưa Cù Lao trở về làng.
Tác phẩm miêu tả cuộc sống ở làng quê thông qua những hoạt động thường ngày của Cục và Cù Lao, như làm cỗ mừng chú Hai Quân trở về, đến thăm nhà ông Bảy Hóa từng làm thầy cúng, nhà bà Hiến, làm các công việc chăn trâu, nuôi tằm... Cục và Cù Lao sau đó được đi học ở lớp thầy Lê Hảo, được dự khán các hoạt động của đội tự vệ làng.
Khi có tin Pháp chiếm Nam Bộ, các hoạt động chuẩn bị kháng chiến được đẩy mạnh như các cán bộ làng đi học các lớp huấn luyện, đội tự vệ tăng cường diễn tập, trường học cũng được xây lại. Cục và Cù Lao được theo thuyền ngược lên nguồn để lấy gỗ làm trường.
Phần "Quê nội" kết thúc khi chú Hai Quân ra công tác ngoài Đà Nẵng, Cù Lao đi theo cha và chia tay Cục, tạm biệt Hòa Phước.
Phần "Tảng sáng" bắt đầu khi Cù Lao từ Đà Nẵng trở về khi quân Pháp trở lại chiếm Đà Nẵng. Phần này chủ yếu nói về cuộc kháng chiến khi Pháp tái chiếm, nhiều đoàn người từ Đà Nẵng chạy nạn về Hòa Phước. Nhân dân ở Hòa Phước cũng lo tính chuyện lánh nạn sang nhà người thân ở xa. Cục và Cù Lao thuộc bộ phận đưa tin kháng chiến. Lúc này Hòa Phước đã bị tàn phá dữ dội, có nhiều nhân vật tới từ bộ chỉ huy về kháng chiến chung với nhân dân. Phần "Tảng sáng" kết thúc khi cuộc chiến ác liệt ở Hòa Phước diễn ra và nhân dân Hòa Phước còn phải chiến đấu cùng nhân dân cả nước thêm 10, 20 năm nữa.

## Đánh giá
Quê nội là một tác phẩm mang đậm phong vị đất và người xứ Quảng. Đây là một trong số ít tác phẩm thành công về đề tài Cách mạng Tháng Tám.
Alice Kahn, người dịch tác phẩm này sang tiếng Pháp, so sánh Quê nội với Những cuộc phiêu lưu của Tom Sawyer của Mark Twain và cho biết bà thích tác phẩm này hơn.
VnExpress xếp Quê nội là một trong mười tác phẩm văn học thiếu nhi kinh điển của Việt Nam.
Quê nội nằm trong số ba tác phẩm của Võ Quảng giúp nhà văn nhận được Giải thưởng nhà nước năm 2007.

## Bản dịch tiếng nước ngoài
Tác phẩm này từng được dịch ra các thứ tiếng như tiếng Pháp (Alice Kahn dịch), tiếng Nga (Inna Zimonina trích dịch).